# Eublemma acuta
Eublemma acuta is een vlinder van de familie van de spinneruilen (Erebidae). De wetenschappelijke naam van deze soort werd voor het eerst voorgesteld door Ernest Candèze in een publicatie uit 1927.
De soort komt voor in Cambodja.